# Liste der deutschen Vertriebenenminister
Vertriebenenminister der Bundesrepublik waren jene Minister im Bundeskabinett, die sich um die Belange der Vertriebenen und Flüchtlinge zu kümmern und die Interessen der Kriegsgeschädigten zu vertreten hatten. 
Während der 20 Jahre, in der das Ministerium bestand, standen ihm neun Minister vor. 

## Vertriebenenminister der Bundesrepublik Deutschland (1949–1969)

Wappen der Bundesrepublik

### Bundesminister für die Angelegenheiten der Vertriebenen (1949–1953)
| Name           | Amtszeit (Beginn)  | Amtszeit (Ende)  | Partei |
| -------------- | ------------------ | ---------------- | ------ |
| Hans Lukaschek | 20. September 1949 | 20. Oktober 1953 | CDU    |

### Bundesminister für Vertriebene, Flüchtlinge und Kriegsgeschädigte (1953–1969)
| Name                     | Amtszeit (Beginn) | Amtszeit (Ende)   | Partei       |
| ------------------------ | ----------------- | ----------------- | ------------ |
| Theodor Oberländer       | 20. Oktober 1953  | 4. Mai 1960       | GB/BHE → CDU |
| Vakanz                   | 4. Mai 1960       | 27. Oktober 1960  |              |
| Hans-Joachim von Merkatz | 27. Oktober 1960  | 14. November 1961 | CDU          |
| Wolfgang Mischnick       | 14. November 1961 | 15. Oktober 1963  | FDP          |
| Hans Krüger              | 17. Oktober 1963  | 7. Februar 1964   | CDU          |
| Ernst Lemmer             | 19. Februar 1964  | 26. Oktober 1965  | CDU          |
| Johann Baptist Gradl     | 26. Oktober 1965  | 1. Dezember 1966  | CDU          |
| Kai-Uwe von Hassel       | 1. Dezember 1966  | 5. Februar 1969   | CDU          |
| Heinrich Windelen        | 7. Februar 1969   | 21. Oktober 1969  | CDU          |